# Uropyxis amiciae
Uropyxis amiciae är en svampart som beskrevs av Vestergr. ex H.S. Jacks. & Holw. 1931. Uropyxis amiciae ingår i släktet Uropyxis och familjen Uropyxidaceae.   Inga underarter finns listade i Catalogue of Life.